# Ноймер, Леопольд
Леопо́льд Ноймер (нем. Leopold Neumer; 8 февраля 1919, Вена — 19 марта 1990, Вена) — австрийский и немецкий футболист, играл на позиции нападающего. Участник чемпионата мира 1938 года.

## Биография

### Клубная карьера
В юности Ноймер играл за «Зиммеринг». В 1935 году перешёл в венскую «Аустрию», в составе которого отыграл в общей сумме 10 сезонов и в 1936 году выиграл Кубок Австрии. После окончания Второй мировой войны в течение двух сезонов играл за венскую «Аустрию». В 1947 году присоединился к «Зиммерингу», за который играл в течение пяти сезонов.

### Карьера в сборной
Дебютировал за сборную Австрии 10 октября 1937 года в матче со сборной Венгрии — Австрия проиграла со счётом 1:2.
После аншлюса Австрии (март 1938) он стал игроком сборной Германии, в составе которой принимал участие на чемпионате мира 1938 года. На турнире он сыграл в переигровке со сборной Швейцарии — Германия проиграла матч 2:4. После окончания Второй мировой войны сыграл 2 матча за сборную Австрии. Всего за сборную Австрии сыграл 4 матча и забил 2 гола.

### Смерть
Скончался 19 марта 1990 года в возрасте 71 года.

## Достижения
«Аустрия» (Вена)
- Обладатель Кубка Австрии (1): 1935/36
- Обладатель Кубка Митропы (1): 1936